# قطعنامه ۵۳۰ شورای امنیت
قطعنامه ۵۳۰ شورای امنیت سازمان ملل متحد که در تاریخ ۱۹ مه ۱۹۸۳ تصویب شد، سندی بین‌المللی دربارهٔ هندوراس-نیکاراگوئه است. این قطعنامه طی نشست ۲۴۳۷ام با ۱۵ موافق، ۰ مخالف و ۰ ممتنع تصویب شد.